# A 077, dalla Francia senza amore
A 077, dalla Francia senza amore (On the Fiddle) è un film britannico del 1961 diretto da Cyril Frankel.

## Trama
Horace Pope viene portato in tribunale per aver venduto oggetti per strada e afferma di averlo fatto in attesa di venire arruolato e il giudice lo costringe ad arruolarsi. 
Stringe amicizia con Pedlar Pascoe che lo aiuta nelle sue truffe per evitare la prima linea.
Le sue truffe però causano dei problemi e ci sono molti posti dove può andare prima di essere chiamato in Francia.